# ニニナ (小惑星)
ニニナ (357 Ninina) は、小惑星帯にあるとても大きな小惑星である。
1893年2月11日にオーギュスト・シャルロワがニースで発見した。名前の由来は不明である。